# Edith Stockton
Edith Stockton (5 de febrero de 1896–21 de abril de 1968), nacida como Edith Lillian Stockham, fue una actriz estadounidense que trabajó en películas mudas.

## Primeros años y educación
Edith Lillian Stockham nació en Rock Island, Illinois, hija de William Stockham y Johanna "Jennie" Benz Stockham (más tarde Willetts). Sus abuelos maternos nacieron en Alemania, y su padre en Inglaterra. Estudió en el Barrett Institute de Chicago.

## Carrera
Stockton fue una corista en los escenarios de Chicago cuando era joven. Sus créditos en el cine mudo incluyen papeles en Putting One Over (1919), The House Without Children (1919), The Open Door (1919), Who's Your Brother (1919), The Fear Market (1920), Out of the Chorus (1921), Matrimonial Web (1921), Ashamed of Parents (1921, también conocido como What Children Will Do), The Voice of the Blood, Keep to the Right, Should a Wife Work? (1922), y Through the Storm (1922). También promocionó la leche condensada de la marca Eagle Brand en anuncios impresos, promovió una moda de manicura, y colaboró con la Cruz Roja Americana.

## Vida personal
Stockton se casó dos veces. Su primer marido fue William E. Rexses; se casaron en 1916, y más tarde se divorciaron. Recibió una fortuna en el testamento impugnado de un abogado divorciado, Cornelius Pinkney, de la ciudad de Nueva York, en un caso testamentario que fue noticia en la década de 1920.
Su segundo marido fue el fabricante Monroe Kaplan, conocido a partir de 1940 como John Porter Monroe. Vivieron en Boston y Washington D. C., y tuvieron una hija, Barbara, nacida en 1933. En 1946, John Porter Monroe fue declarado culpable de 29 cargos federales relacionados con sobrefacturación durante la Segunda Guerra Mundial. Edith Stockham Monroe murió en 1968, en Coral Gables, Florida, a la edad de 72 años.